# 陕西堇菜
陕西堇菜（学名：Viola schensiensis）为堇菜科堇菜属的植物，是中国的特有植物。分布于中国大陆的陕西等地，生长于海拔2,000米的地区，多生长在山地林缘以及草坡阴湿处，目前尚未由人工引种栽培。